# 王丽达
王丽达（1978年12月26日—），中国女歌唱家，毕业于中国音乐学院，一级演员，中国共产党党员（2007年入党）。多次参加央视春晚演出。